# Richard Hofmann
Richard Hofmann (Meerane, 8 febbraio 1906 – Freital, 5 maggio 1983) è stato un calciatore tedesco, di ruolo attaccante. Fu soprannominato König ("Re") per le qualità sportive e la personalità.

## Carriera
A livello di club militò per quasi tutta la carriera nel Dresdner SC.
In Nazionale invece esordì nel 1927 e mantenne una media di quasi un gol a partita, inclusa una tripletta contro l'Inghilterra nel 1930, la prima che la nazionale inglese subì da un giocatore non proveniente dal Regno Unito. Nel 1928 prese parte ai Giochi Olimpici, andando a segno quattro volte in due gare.
Alla vigilia della prima rassegna iridata, dovette dare forfait a causa di un incidente stradale nel quale perse un orecchio. Nel 1933 fu sospeso dalla Nazionale per non aver rispettato le regole sul dilettantismo: aveva infatti preso parte ad una campagna pubblicitaria per una marca di sigarette.
Dopo il ritiro allenò a lungo in Germania Est, soprattutto a livello giovanile.

## Curiosità
Giocava con una benda dopo aver perso un orecchio in un incidente stradale.

## Palmarès

### Giocatore

#### Competizioni nazionali
- Campionato tedesco: 2

Dresdner FC: 1942-1943, 1943-1944
- Coppa di Germania: 2

Dresdner FC: 1940, 1941
- Supercoppa di Germania: 1

Dresdner FC: 1940